# ريسور
ريسور (بالإنجليزية: Risør)‏ هي مدينة في مقاطعة أوست أغدر في النرويج.
يبلغ عدد سكانها حوالي 6,938 نسمة.

## توأمة
لريسور اتفاقيات توأمة مع:
- هوفن

## أعلام
- إريك ميكلاند
- هانس فريدريك جاكوبسن
- نيلس كراغ
- ماغني هافنا
- فيكتور د. نورمان